# استرداف (معالجة الإشارات)

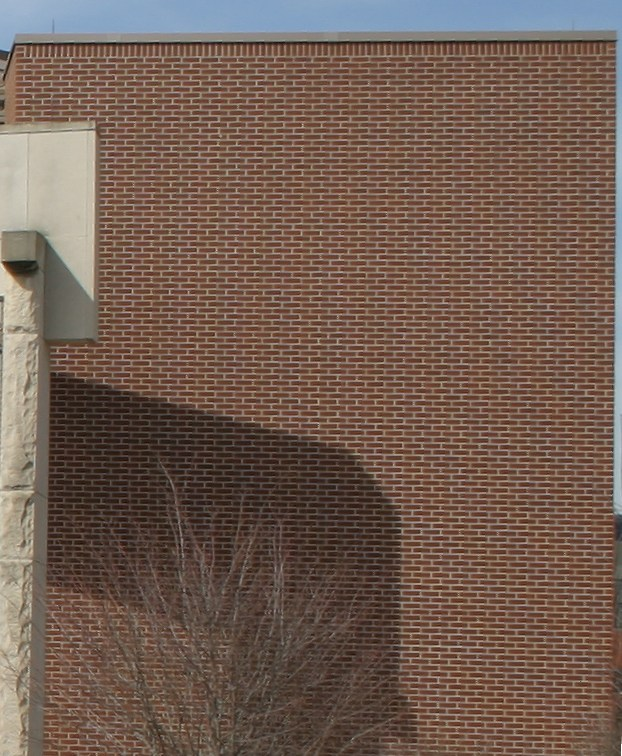

التعرج في معالجة الإشارات والمجالات المتعلقة هو تأثير يجعل الإشارات المختلفة غير قابلة للتمييز بعضها عن بعض - فتصبح كل إشارة نسخة مشابهة للأخرى - كما يشير ذات المصطلح إلى التشوه الذي ينتج عند إعادة تكوين إشارة من عينات.
- فقد يحدث التعرج عند استعيان إشارة في الوقت، مثلا الصوت الرقمي، ويسمى هذا النوع تعرج وقتي.
- كما أنه قد يحدث عند استعيان إشارة في الفضاء، مثلا الصورة الرقمية، ويسمى هذا النوع تعرج فضائي.

## ذات علاقة
- ممانعة تعرج